# 마미손
마미손은 대한민국의 주방용품 회사이다. 1982년 10월 제이리프로덕트라는 회사로 설립되어 마미손이라는 브랜드를 만들고 영업하다가 1986년 12월에 브랜드명이었던 마미손을 회사 이름으로 변경한 이후 현재까지 대한민국 등 지역을 대상으로 영업하고 있다. 본사는 서울특별시 마포구에 위치해 있으며, 경기도 시흥시 정왕공단에 공장이 위치해있다. 2001년 한쪽 고무장갑을 판매하여 김장철에 주문이 세 배 이상 급등하였으며, 현재도 고무장갑 가격 인상 때마다 국내 물가상승을 가늠하는 척도로 이용되고 있다.